# Litkî, Derajnea
Litkî (în ucraineană Літки) este un sat în comuna Novosilka din raionul Derajnea, regiunea Hmelnîțkîi, Ucraina.

## Demografie
Componența lingvistică a localității Litkî
     Ucraineană (98,97%)
     Alte limbi (0,77%)
Conform recensământului din 2001, majoritatea populației localității Litkî era vorbitoare de ucraineană (98,97%), existând în minoritate și vorbitori de alte limbi.